# 單身貴族探案
《單身貴族探案》是柯南·道爾所著的福爾摩斯探案的56個短篇故事之一，收錄於《福爾摩斯辦案記》。

## 故事簡介
屬貴族階層的羅伯特·聖西蒙勳爵正要結婚，但妻子海蒂·杜蘭在完成婚禮後離奇失蹤，於是勳爵向福爾摩斯求助。海蒂夫人原本是美國富商的女兒，與聖賽門勳爵一見如故，故決定結婚。在婚禮上，海蒂夫人都未表現不妥，只是在婚禮前掉了一個頭飾在一個男人身旁。後來，警方在湖中找到夫人的衣服，被認為夫人已經被人殺害，但福爾摩斯憑著衣服中的一張便條，最終找回海蒂夫人，也得知海蒂早已結婚，對象就是婚禮上的那名男士，會掉了頭飾在他身旁是為了要讓他傳紙條，讓他帶海蒂走。